# 茉莉果
茉莉果（学名：Parastyrax lacei）为安息香科茉莉果属下的一个种。